# Старопобедиловский сельсовет
Старопобедиловский сельсовет (тат. Иске Победилово авыл советы, İske Pobedilovo awıl sovetı) — административно-территориальная единица в Казанской губернии и Татарской АССР.
Административный центр — Старое Победилово.

## История
Образован в середине 27 марта 1918 года как Победиловский сельсовет в составе Воскресенской волости Казанского уезда той же губернии. С 1920 по 1927 год в той же волости Арского кантона Татарской АССР. После упразднения волости в 1927 году вошёл в состав Казанского района. В 1932 году упразднён с передачей населённых пунктов (Победилово и Ново-Победилово) в состав Кукушкинского сельсовета.
В 1966 году воссоздан как Старопобедиловский сельсовет в составе Лаишевского района с двумя населёнными пунктами в составе: Старое Победилово и Новые Отары.
В 1984 году передан в административное подчинение Приволжского райсовета, а в 1987 году упразднён в связи с тем, что населённые пункты, входившие в сельсовет, вошли в состав Казани.

## Население
Население сельсовета составляло 354 чел. в 1923 году, 2686 чел. в 1972 году.